# Rolf Westgaard
Rolf Westgaard (23 ottobre 1898 – 25 ottobre 1970) è stato un calciatore norvegese, di ruolo difensore.

## Carriera

### Club
Westgaard vestì la maglia del Mercantile.

### Nazionale
Conta 2 presenze per la Norvegia. La prima di queste, fu datata 17 giugno 1923: giocò infatti nel successo per 3-0 sulla Finlandia.